# فروت‌دیل (آلاباما)
فروت‌دیل (به انگلیسی: Fruitdale) شهرکی در شهرستان واشینگتن ایالت آلاباما است که مساحت آن ۱۱٫۶۳ کیلومترمربع است و در سرشماری سال ۲۰۱۰ میلادی، ۱۸۵ نفر جمعیت داشته و تراکم جمعیتی آن، ۱۵٫۹۱ در کیلومترمربع بوده است.